# Cathédrale d'Amelia
La cathédrale d'Amelia est une église catholique romaine d'Amelia, en Italie. Il s'agit d'une cocathédrale du diocèse de Terni-Narni-Amelia.